# Kluizen
Kluizen is een dorp in de Belgische provincie Oost-Vlaanderen en een deelgemeente van de gemeente Evergem, het was een zelfstandige gemeente tot aan de gemeentelijke herindeling van 1965. Kluizen ligt in het Meetjesland.

## Geschiedenis
In het verleden maakte Kluizen deel uit van het Ambacht Assenede. De abdij van Ename verwierf deze plek tussen 1115 en 1119 via een schenking van de graaf van Vlaanderen Boudewijn VII van Vlaanderen. De straatnaam Eenaamse herinnert hier nog aan.
Kluizen was vanaf 1830 tot 1965 een zelfstandige gemeente waarna het bij Ertvelde gevoegd werd. Per 1 januari 1977 is ook deze gemeente opgegeven waardoor Kluizen nu een deelgemeente van Evergem is. Voor de gemeentelijke heropdeling van 1977 behoorde Kluizen tot het arrondissement Eeklo.
In het centrum bevindt zich de Onze-Lieve-Vrouw-Geboortekerk.
In het oosten lag vroeger de wijk Zandeken, die in 2008 verdween voor de uitbreiding van de haven (met de aanleg van het Kluizendok).

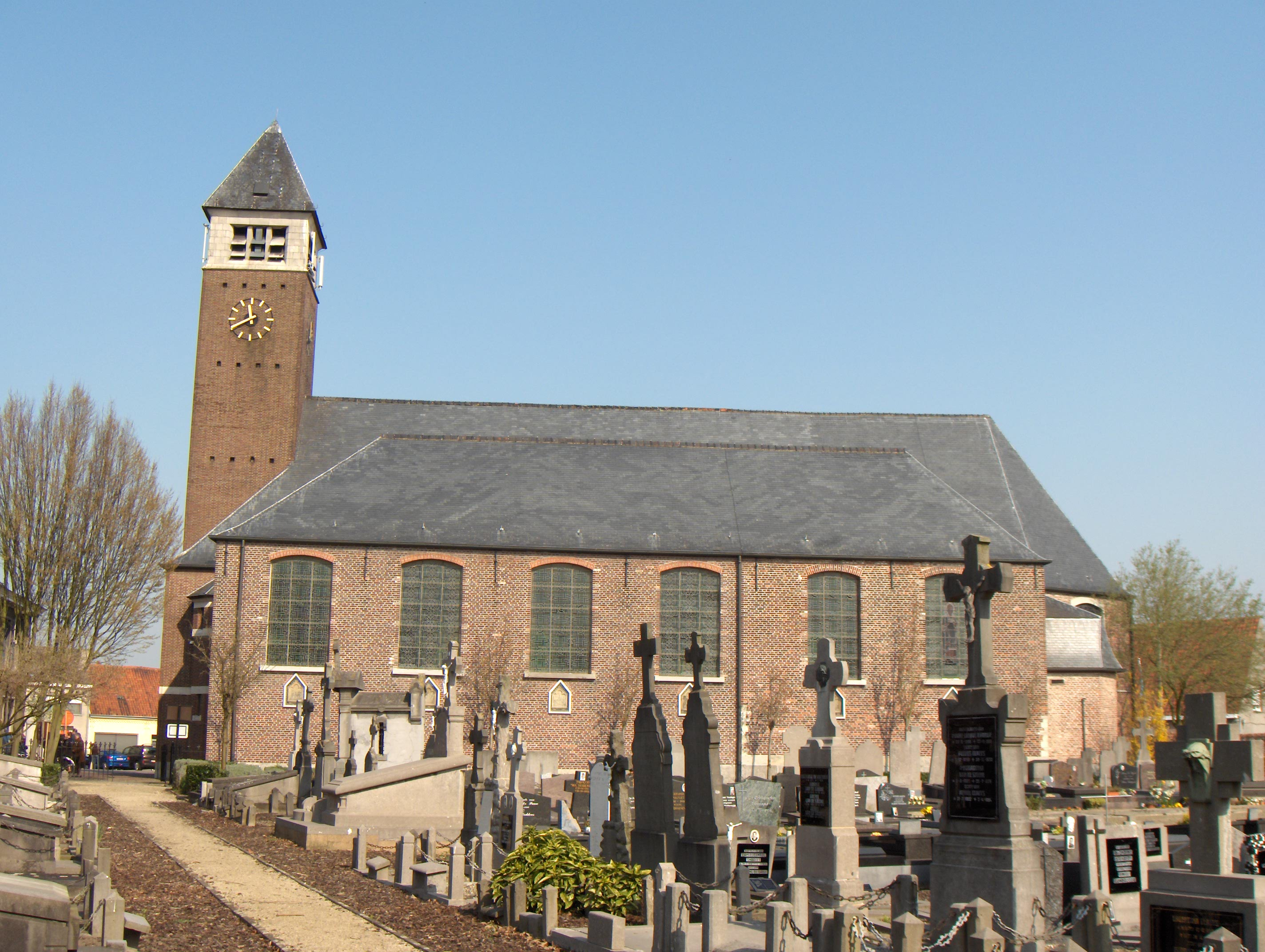
O.L.V.-Geboortekerk in Kluizen

## Demografische ontwikkeling
- Bronnen:NIS, Opm:1831 tot en met 1961=volkstellingen

## Bezienswaardigheden
- De Molen Buysse, een windmolenrestant.
- De Onze-Lieve-Vrouw-Geboortekerk

## Natuur en landschap
Kluizen ligt in Zandig Vlaanderen op een hoogte van ongeveer 5 meter. Een belangrijke waterloop is de Averijvaart. Een in de 13e eeuw gegraven waterloop, de Burggravenstroom, loopt naar de Lieve te Eeklo. De omgeving is sterk geïndustrialiseerd: In het oosten vindt men de Haven van Gent en het Kanaal Gent-Terneuzen. In het westen ligt een spaarbekken, aangelegd in 1974 ten behoeve van de drinkwatervoorziening. Later kwam hier een tweede spaarbekken bij.

## Vervoer
Ten oosten van de dorpskern loopt de N458 (Noordlaan) en parallel de R4 (de grote ring rond Gent) met ernaast (ten westen) fietssnelweg F40.
Vanaf eind 2022 verbinden twee fietsbruggen (Zandekenbrug en Hultjenbrug) de F40 in Kluizen, respectievelijk Wippelgem, met het havengebied aan de oostkant van de R4. Beide namen verwijzen naar de wijk Zandeken, die daar in 2008 verdween voor de uitbreiding van de haven.

## Nabijgelegen kernen
Ertvelde, Sleidinge, Wippelgem